# 七屋站
七屋站（日语：／ Nanatsuya eki */?）是位於石川縣金澤市北安江，北陸鐵道的淺野川線車站。車站編號為A02。

## 車站構造
簡易式車站一座，設於馬路旁邊，為無障礙斜道入口，月台上只設有1座以組合板所建成的簡易式候車室。

### 月台
只設有側式月台1座。長約40公尺，為全露天設計。列車進站時，往內灘方向為左側上落；往金澤方向為右側上落。

## 歷史
- 1925年5月10日：淺野川電氣鐵道車站啟用，當時為起點站。
- 1926年5月18日：金澤站前站（現時：北鐵金澤站）至此站之間開通。
- 2001年3月28日：北鐵金澤站至此站之間地下化，車站向北鐵金澤一方遷移0.1公里。

## 使用狀況
以下為1日平均上下車人次列表：
| 上下車人次變化 | 上下車人次變化 |
| 年度           | 1日平均人次    |
| -------------- | -------------- |
| 2011年         | 39             |
| 2012年         | 47             |
| 2013年         | 54             |
| 2014年         | 54             |
| 2015年         | 53             |
| 2016年         | 52             |
| 2017年         | 56             |
| 2018年         | 57             |
| 2019年         | 57             |

## 相鄰車站
北陸鐵道
■淺野川線
北鐵金澤（A01）－七屋（A02）－上諸江（A03）

## 注腳
1. ↑  国土数値情報(駅別乗降客数データ)2011-2015年  （页面存档备份，存于）（日語） - 國土交通省
2. ↑  国土数値情報　駅別乗降客数データ  （页面存档备份，存于）（日語） - 國土交通省，2021年8月2日參閲

## 外部連結
- 北陸鐵道七屋站 （页面存档备份，存于）